# Jazz Dance Suites
Jazz Dance Suites ist ein Jazzalbum von Charles McPherson. Die um 2019 entstandenen Aufnahmen erschienen am 25. September 2020.

## Hintergrund
Zu den Jazz Dance Suites wurde Charles McPherson von seiner Tochter Camille, einer Solistin des San Diego Ballet, inspiriert, die er ihr auch widmete. McPhersons Zusammenarbeit mit dem San Diego Ballet begann bereits im Jahr 2015 und führte zu den Kompositionsaufträgen, auf denen das Album basiert. Zu der Gruppe von New Yorker Musikern, mit denen McPherson das Album aufnahm, gehörten Jeb Patton (Piano), David Wong (Bass) und Billy Drummond (Schlgazueg) sowie der Trompeter Terell Stafford, der israelische Gitarrist Yotam Silberstein und die Sängerin Lorraine Casselles. Hinzu kam McPherson jangjähriger Mitarbeiter Randy Porter, der sowohl Pianist (als Solist in „After the Dance“ und „Love Dance“), als auch Produzent und Tonmeister der Session war.
Zwei Werke – „Song of Songs“ und „Sweet Synergy Suite“ – umfassen den größten Teil des Albums, das auch ein sechsminütiges Stück mit dem Titel „Reflection on a Election“ enthält, das eine Antwort auf die amerikanischen Präsidentschaftswahlen 2016 ist. Dieses Stück ist ein Ausschnitt aus McPhersons zweiter Ballettsuite, Reflection, Turmoil and Hope und wurde aus seiner anfänglichen Orchestrierung für Saxophon, Violine, Cello und Bass adaptiert, um von einer Saxophon- und Rhythmusgruppe gespielt zu werden.
Die erste Suite, „Song of Songs“, die 2019 für das Ballett geschrieben wurde, ist vom alttestamentlichen Buch „Lied des Salomon“ inspiriert und konzentriert sich auf das Thema der unerwiderten Liebe. Das Lied beginnt mit der Sängerin Lorraine Castellanos, die eine Melodie mit nahöstlichem Skalenmaterial und hebräischen Texten singt. Der Track enthält Soli von McPherson, Jeb Patton und Yotam Silberstein. „The Gospel Truth“ beendet die Suite mit einem überschwänglichen Solospiel McPhersons. Die „Sweet Synergy Suite“ war das erste Werk von McPherson für das San Diego Ballet. In dem Stück kommt es zur Fusion von Jazz und Afro-Latin. Der erste Satz „Sweet Synergy“ ist ein von Salsa beeinflusstes Stück, in dem der Trompeter Terell Stafford mit dem Altsaxophonisten in Call-and-Response-Weise spielt.

## Titelliste
- Charles McPherson – Jazz Dance Suites[3]

1. Love Dance (Song of Songs) 4:26
2. Heart’s Desire (Song of Songs) 6:31
3. Wedding Song (Song of Songs) 2:54
4. Hear My Plea (Song of Songs) 3:11
5. Thinking of You (Song of Songs) 4:45
6. After the Dance (Song of Songs) 2:45
7. Praise (Song of Songs) 2:24
8. The Gospel Truth (Song of Songs) 3:33
9. Reflection on an Election 5:57
10. Sweet Synergy (Sweet Synergy Suite) 3:04
11. Delight (Sweet Synergy Suite) 5:55
12. Nightfall (Sweet Synergy Suite) 6:26
13. Marionette (Sweet Synergy Suite) 4:17
14. Song of the Sphinx (Sweet Synergy Suite) 5:26
15. Tropic of Capricorn (Sweet Synergy Suite) 5:40

## Rezeption
Frank Griffith schrieb in London Jazz News, seine Arrangements und Kompositionen zeigen eine einzigartige und erfolgreiche Mischung von Genres. Dies seien frische, neue und kraftvolle Klänge eines legendären Altsaxophonisten.
Jim Hynes (Glide Magazine) meinte, in gewisser Weise habe McPherson den Jazz zu einem Kreis geschlossen, denn im ersten Viertel des 20. Jahrhunderts war der Jazz eng mit dem Tanz verbunden. Mit dem Einsetzen des Bebop verlagerte sich die Kunstform weg vom Tanz hin zu einem Stil, der vom hörenden Publikum eine gezielte Aufmerksamkeit verlangte. Jetzt, ein Jahrhundert später, habe Charles McPherson Tanz und die Nuancen von Bebop und Modern Jazz zusammengebracht. Wie Charles McPhersons Tochter Camille bemerkt: „… lieber Leser, ich lade Sie ein, zuzuhören. Ich lade Sie ein, sich von diesen Suiten so bewegen zu lassen, wie sie mich bewegt haben. Lassen Sie sich eine Geschichte erzählen. Lass sie deine Seele rühren. Und wissen Sie, dass sie alle von der reinsten, kühnsten Liebe, die man sich vorstellen kann, inspiriert, konzipiert und mit ihr getanzt wurden.“